# Restless (2011)
Restless ist ein US-amerikanisches Drama aus dem Jahr 2011 mit Mia Wasikowska und Henry Hopper, dem Sohn von Dennis Hopper, in den Hauptrollen. Der Film lief am 13. Oktober 2011 in den deutschen Kinos an.

## Handlung
Annabel Cotton ist eine hübsche und charmante junge Frau, die das Leben und die Natur liebt. Gleichzeitig jedoch leidet Annabel an Krebs im Endstadium. Auch das Leben von Enoch Brae ist nach dem Unfalltod seiner Eltern aus der Spur geraten. Als sich die beiden Außenseiter zufällig auf einer Beerdigung treffen, stellen sie fest, dass sie die Welt sehr ähnlich und gleichzeitig einzigartig erleben. Als Enoch von Annabels Schicksal erfährt, bietet er mit selbstverständlicher Unbekümmertheit an, Schicksal, Tradition und sogar dem Tod entgegenzutreten und gemeinsam ihre letzten Tage zu verbringen.
Mia Wasikowska („Alice im Wunderland“, „Unbeugsam – Defiance“) und Newcomer Henry Hopper spielen die Hauptrollen. Als Produzenten fungieren Brian Grazer, Ron Howard, Bryce Dallas Howard und Gus Van Sant.

## Synchronisation
Die deutsche Synchronbearbeitung fertigte die Synchronfirma Interopa Film aus Berlin an, das Dialogbuch schrieb Axel Malzacher, der auch Dialogregie führte.
| Schauspieler   | Rolle          | Synchronsprecher  |
| -------------- | -------------- | ----------------- |
| Mia Wasikowska | Annabel Cotton | Janin Stenzel     |
| Henry Hopper   | Enoch          | Konrad Bösherz    |
| Schuyler Fisk  | Elizabeth      | Manja Doering     |
| Ryō Kase       | Hiroshi        | Aaron Le          |
| Chin Han       | Dr.Lee         | Axel Malzacher    |
| Lusia Strus    | Rachel         | Heike Schroetter  |
| Jane Adams     | Mabel          | Katrin Zimmermann |

## Trivia
Die deutsche Singer-Songwriterin Madeline Juno wurde durch den Film zu ihrem Lied You Know What? inspiriert und drehte dazu ein Musikvideo, das ebenfalls an die Geschichte des Films angelehnt ist.